# Peristylus calcaratus
Peristylus calcaratus là một loài thực vật có hoa trong họ Lan. Loài này được (Rolfe) S.Y.Hu mô tả khoa học đầu tiên năm 1973.